# Джэксон (округ, Флорида)
Джэ́ксон (англ. Jackson county) — округ штата Флорида Соединённых Штатов Америки. На 2000 год в нем проживало 46 755 человек. По оценке бюро переписи населения США в 2005 году население округа составляло 48 985 человек. Окружным центром является город Марианна.

## История
Округ Джэксон был отделен от округа Эскамбия территориальным советом Флориды в 1822 году. Таким образом, Джэксон и округ Дувол, созданный тогда же из части округа Сент-Джонс, являются третьим и четвёртым округами штата. Назван он был в честь Эндрю Джексона, первого губернатора штата, занимавшего этот пост 6 месяцев в 1821 году, и 7-го президента США. Первоначально границы округа простирались от реки Чоктаватчи на западе до Сувани на востоке. К 1840 году его территория была уменьшена практически до нынешних размеров в результате выделения из его состава вновь создаваемых округов. Тем не менее, небольшие изменения в границах округа Джэксон продолжались на протяжении всего XIX века.
Когда округ был сформирован, на его территории не было ни одного города. В январе 1827 года был основан Веббвилл в 15 километрах от современного города Марианна, и строился специально как административный центр. В сентябре 1827 года Роберт Беверидж, уроженец Шотландии, основал Марианну. В 1928 году Беверидж и другие основатели Марианны предложили легислатуре Флориды, в обмен на перенос администрации в их город, бесплатные земли, постройку здания суда и 500 долларов на покупку земли, которая должна была быть продана на аукционе для финансирования нового правительства. Администрация округа и суд были перенесены в Марианну, хотя официально окружным центром город так и не был назван. Город стал быстро разрастаться после того, как в 1829 году правительство округа переехало в новое здание суда. Большинство жителей Веббсвилла переехали в Марианну, а железная дорога L&N обошла пустеющий город стороной. Сегодня города Веббсвилл не существует.
С 1869 по 1871 года округ Джэксон стал центром партизанской войны, известной как война округа Джэксон. Членами ку-клукс-клана, представлявшими собой ветеранов армии КША, были убиты более 150 официальных лиц республиканской партии и знаменитых афроамериканцев, с целью возвращения власти консервативному белому демократическому правительству.